# Charles-Nicolas Desmoueux
Charles-Nicolas Desmoueux, né en 1728 à Caen où il est mort le 15 janvier 1801, est un médecin et naturaliste français.
Docteur en médecine, Desmoueux fut professeur à l’Université de Caen dont il fut également le recteur en 1759-1761. Il a donné quelques publications relatives aux sciences naturelles et fut nommé en 1758 directeur du Jardin des plantes de Caen, d'abord conjointement avec Goubin, puis seul à partir de 1759.
Il a également été président de l’Académie de Caen.